# Přepadení okresu Jesenské
Přepadení okresu Jesenské (tehdy okres Feledince) byl ozbrojený vojenský přepad pohraniční oblasti jižně od Rimavské Soboty ze strany maďarských pohraničních sil, který se uskutečnil dne 5. října 1938 s cílem obsadit železniční trať Jesenské-Kráľ a Rimavskou Sobotu.
Výsledkem byla porážka maďarských ozbrojených skupin. Část byla československými jednotkami zajata, zbytek se stáhl zpět za státní hranici.

## Předcházející události
Na základě Mnichovské dohody přijaté dne 30. září 1938 bylo Československo zavázáno do tří měsíců vyřešit územní nároky Maďarska. Začátkem října se začaly v severním Maďarsku organizovat ozbrojené skupiny, jejichž úkolem bylo ilegálně přecházet do ČSR a provádět tam podvratnou činnost s cílem destabilizace pohraničních oblastí.

## Vojenské pozice

### Československá strana
V blízkosti státní hranice mezi ČSR a Maďarskem jižně až jihovýchodně od Rimavské Soboty byly ve 30. letech vybudovány tři pevnostní úseky železobetonových pevností ŘOP. Kromě opevnění byla v tomto prostoru na komunikacích rozmístěna i zvláštní technická zařízení, která komplikovala dopravu.
Obranu prostoru od hraniční čáry až po linii opevnění zajišťovaly polní hlídky praporu Stráže obrany státu 31 "Rimavská Sobota". Na jednotlivých pevnostních úsecích byly rozmístěny jednotky mobilizovaného hraničářského praporu 9, které spadaly do hraniční oblasti 41. Za pevnostmi se zdržovaly další československé vojenské útvary.

### Maďarská strana
V obci Hangony blízko hraniční čáry byla přítomna rota pohraniční stráže 7/9, která byla koncem září 1938 doplněna záložníky z blízkého okolí. Rotě velel setník (kapitán) Gábor Felcsiki, kterému podléhaly i čety pohraničníků 7/20 v obci Uraj, 7/21 v Hangony a 7/22 v Domáháze.
Maďarské jednotky měly z vojenské špionáže informace o existenci pevností i o jejich přibližném rozmístění.

## Příprava přepadu
Velitel maďarských jednotek dne 4. října 1938 obdržel z velitelství pohraniční oblasti VII v Miškolci rozkaz na pohotovost celé své jednotky. Iniciativně si však tento rozkaz interpretoval jako povel k překročení státní hranice a útok na území ČSR. Podobně situaci interpretovalo i maďarské velvyslanectví v Praze, které prohlásilo, že velitel jednotek jednal na vlastní pěst a že bude okamžitě odvolán a stíhán. Podle pozdějších výpovědí zajatých maďarských vojáků byla celá akce dopředu připravovaná.
Průnik maďarských jednotek na teritorium ČSR měl být veden na několika místech najednou v délce 16 až 18 kilometrů. Útočná družstva měla za úkol prolomit linii opevnění v sedmi lokalitách na úseku Šimonovce – Rimavská Seč. V případě úspěchu by přes uvolněný koridor pronikla většina jednotek, která by pokračovala dále přes kolonii Bottovo a obec Sutor směrem na Rimavskou Sobotu.
Původně byl útok roty pohraničníků plánovaný v koordinaci se střeleckým praporem z Ózdu a cyklistickou četou. V důsledku chybného předpokladu velitele roty a nevyčkání na další relevantní rozkazy se akce nakonec zúčastnila pouze uvedená mobilizována rota s některými dalšími malými jednotkami.
Vpádu na československé teritorium se zúčastnilo 10 důstojníků a 446 vojáků, včetně 34 příslušníků četnictva a 7 celníků. Vyzbrojeni byli ručními granáty, puškami, trhavinami, osobními zbraněmi a 14 kulomety.

## Průběh přepadu
První maďarské jednotky překročily hraniční čáru kolem druhé hodiny nad ránem dne 5. října 1938. Po nich vyrazily i jednotky z Hangony, které vyprovázel dav zvědavých obyvatel. Později k hranici vyrazily i čety 7/20 a 7/22 z Uraje a Domaházy. Počasí bylo podle výpovědi vojáků deštivé – bláto na cestách se lepilo na vojenskou obuv.
Průnik přes hranice byl československými pohraničníky odhalen kolem 3. hodiny. Nad obcí Janice (tehdy Jéne) byla okamžitě vystřelena osvětlovací raketa, později zde byl zpozorován přelet dvou neznámých letadel.
Četa 7/20 směřující z Uraje postupovala ve dvou skupinách. Jedna z nich napadla obec Vlkyňa (tehdy Velkyňa), kde se nacházelo 12 příslušníků SOS. Po krátkém boji s ručními granáty a přestřelce československá posádka obec opustila. Místní maďarské obyvatelstvo následně zdemolovalo budovu finanční stráže. Skupina vojáků se stáhla na území Maďarska, kde dostala rozkaz o zastavení akce.
Druhá skupina ztratila ve špatném počasí orientaci a do boje s československou posádkou se dostala jižně od Rimavské Seče. Při postupu dále na východ směrem k obci Číž (tehdy Číz) se dostala pod křížovou palbu směřující z československého opevnění. Po odpoutání se z dosahu palby se skupina na rozkaz vrátila za hraniční čáru.
Levé křídlo útoku zajišťovala četa 7/22 pochodující z Domaházy směrem ke obci Širkovce. Za pomoci průvodce, který znal místní terén, jakož i hlídkové trasy SOS, se četa dostala za první sled československého opevnění. V Širkovcích se k jednotkám přidalo několik místních obyvatel. Další postup směrem do Jesenského (tehdy Feledince) jim znemožnila československá posádka. Četa se následně stáhla na maďarské území.
Ve středu útoku, v prostoru obce Rimavská Seč a kolonie Orávka (tehdy Slávikovo, resp. Kacagópuszta), se odehrál rozhodující boj. Útočily zde čtyři čety roty 7/9 a četa 7/21. První četa obsadila obec Janice, kde se k ní přidalo několik místních mužů. Odtud postupovala směrem ke kolonii Orávka, převážně obývané Slováky přesídlenými z Horní Oravy, která ve 20. letech připadla Polsku. Nedaleko kolonie byl postup čety zastaven palbou z opevnění.
Druhá četa obsadila obec Chrámec (tehdy Harmac) a následně postupovala ke kolonii Orávka. Třetí četa postupovala souběžně. Kolem 5. hodiny nad ránem se u Martinové dostala do křížové palby SOS a přešla do obrany. Čtvrtá četa se dostala pod palbu jižně od Dubovce.
K druhé četě, které se podařil největší průnik, se postupně přidala družstva z jiných útvarů, včetně kulometného oddílu. Po obsazení části kolonie Orávka se dostala až k železniční trati Jesenské-Kráľ. Zde byl postup jednotek zastaven těžkou palbou z opevnění. Do bojů se zapojili i místní kolonisté slovenské národnosti. Československé jednotky postupně přešly do útoku a postupovaly směrem ke státní hranici. Část maďarských oddílů zajaly, zbytek postupně vytlačovaly z území ČSR. O 9. hodině ráno byl v linii opevnění opět klid. Poslední příslušníci maďarských čet byli z území ČSR vytlačeni v noci na 6. října.

## Důsledky
Maďarské ztráty během boje činily celkem 9 mrtvých a několik zraněných a zajatých. Na československé straně nepadl ani jeden voják, bylo však několik zraněných.
Zajatí maďarští vojáci byli rozděleni do menších skupin a na nákladních autech odvezeni na výslech do Rimavské Soboty. Koncem roku 1938 byli přesunuti do Martina, resp. Ilavy.
Nad ránem, ještě během maďarského útoku, byla Budapešť telefonicky vyzvána k okamžitému zastavení palby. Ve stejný den si zástupce československého ministerstva zahraničních věcí nechal předvolat maďarského velvyslance Jánose Wettsteina. Požádal ho, aby Maďarsko nezhoršovalo již tak napjatou situaci, protože vojenské přepady teritoria ČSR mohou znemožnit jednání o případné úpravě státních hranic.
O incidentu byla informována velvyslanectví ČSR v Paříži, Londýně, Berlíně, Bukurešti a Bělehradě, která o situaci informovala tamní vlády.
Československé úřady zatkly celkem 25 obyvatel okresu, kteří se během přepadu přidali k maďarskému vojsku.